# Các tôn giáo khởi nguồn từ Abraham

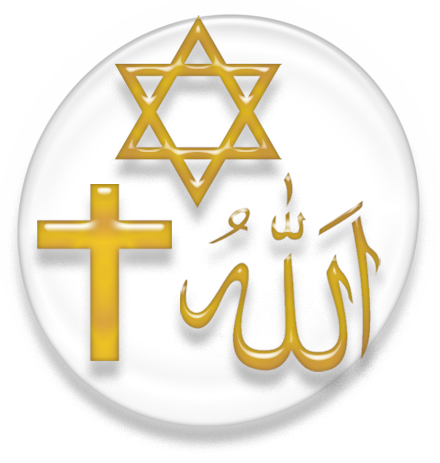
Biểu trưng thường gặp của các tôn giáo Abraham: Ngôi sao David (ở trên cùng) của Do Thái giáo, Thánh giá (ở dưới bên trái) của Cơ Đốc giáo, và từ Allah được viết theo tiếng Ả Rập (ở dưới bên phải) của Hồi giáo.

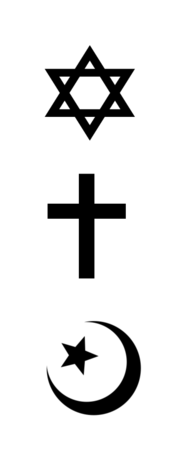
Ngôi sao David, Thập tự giá, và Trăng lưỡi liềm cùng ngôi sao

Các tôn giáo khởi nguồn từ Abraham, hay còn gọi là các tôn giáo Abraham, là các tôn giáo độc thần (monotheistic) xuất phát từ Tây Á, tự coi là có sự tiếp nối từ các thực hành tôn giáo thờ Thiên Chúa của Abraham hoặc công nhận truyền thống tâm linh gắn với ông. Abraham được coi là một ngôn sứ, như được miêu tả trong Kinh Tanakh, Kinh Thánh và Kinh Qur'an. Trong ngành so sánh tôn giáo, đây là một trong các nhóm tôn giáo chính cùng với các tôn giáo Ấn Độ và các tôn giáo Đông Á. Các tôn giáo theo truyền thống Abraham bao gồm: Do Thái giáo, Kitô giáo, và Hồi giáo, có số lượng tín hữu chiếm hơn một nửa dân số thế giới. Ngoài ra, một số tôn giáo khác có liên quan đôi khi cũng được coi là có khởi nguồn từ Abraham như Samari giáo, Druze giáo, Shabak giáo, Bábi giáo, Bahá'í giáo, và phong trào Rastafari.
Trong tiếng Việt, cách gọi Thiên Chúa giáo thường được dùng để chỉ Công giáo Rôma nói riêng và Kitô giáo (Cơ Đốc giáo) nói chung nhưng xét về mặt ngữ nghĩa thì có lẽ sẽ thích hợp hơn nếu áp dụng cách gọi đó cho các tôn giáo khởi nguồn từ Abraham cũng như các tôn giáo độc thần nói chung.

## Sơ lược
Đến một mức độ nào đó, các tôn giáo khởi nguồn từ Abraham đều có nguồn gốc từ Do Thái giáo (Judaism) phổ biến tại đất nước Do Thái cổ đại trước thời kỳ lưu đày tại Babylon vào đầu thiên niên kỷ thứ nhất trước công nguyên.
Kitô giáo xuất hiện vào thế kỷ thứ nhất như là một hình thức cải cách triệt để của Do Thái giáo, mau chóng lan truyền đến Hi Lạp và La Mã, từ đó tiến đến Châu Âu, Châu Á, Châu Mỹ và các nơi khác trên thế giới. Trải qua nhiều thế kỷ, Kitô giáo tự chia cắt thành nhiều giáo hội và giáo phái khác nhau. Cuộc ly giáo quan trọng đầu tiên xảy ra vào thế kỷ thứ 5 đã tách các Giáo hội Chính thống giáo Cổ Đông phương khỏi Giáo hội hiệp nhất. Cuộc Đại Ly giáo sau đó đã tách biệt Chính thống giáo Đông phương và Công giáo Rôma, và vào thế kỷ 16 cuộc Cải cách Kháng nghị (Protestant Reformation) đã sản sinh hàng trăm giáo phái thuộc cộng đồng Kháng Cách.
Vào thế kỷ thứ 6, Hồi giáo đến từ các thành phố Mecca và Madinah xứ Ả Rập. Tuy nguyên thủy không phải là một nhánh ly khai từ Do Thái giáo hay Kitô giáo, Hồi giáo tự cho mình là sự tiếp nối và thay thế cho hai tôn giáo nói trên. Vì vậy người ta có thể tìm thấy trong Hồi giáo nhiều di sản từ Do Thái giáo và Kitô giáo như tín đồ Hồi giáo tin vào một dị bản của câu chuyện Sáng thế, họ cũng tin rằng người Ả Rập là dòng dõi của Abraham theo phổ hệ Ishmael, trong khi đó, họ bác bỏ Kinh thánh Do Thái vì họ cho rằng trong đó người ta đã xoá bỏ những phần đề cập đến sự xuất hiện của Muhamad. Dù vậy, họ vẫn tôn trọng bản kinh thánh này như là được soi dẫn bởi Thiên Chúa.

## Nguồn gốc

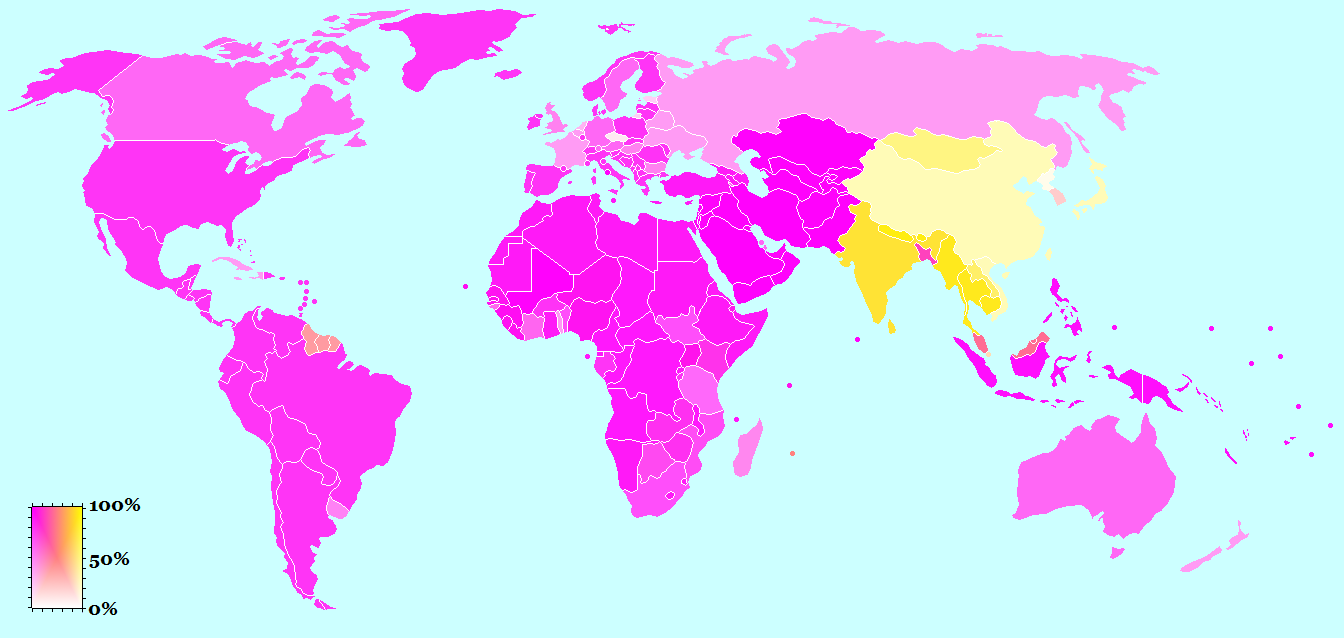
Bản đồ phân bố của các tôn giáo Abraham (màu hồng) và các tôn giáo Ấn Độ, (màu vàng) theo quốc gia.

### Kitô giáo

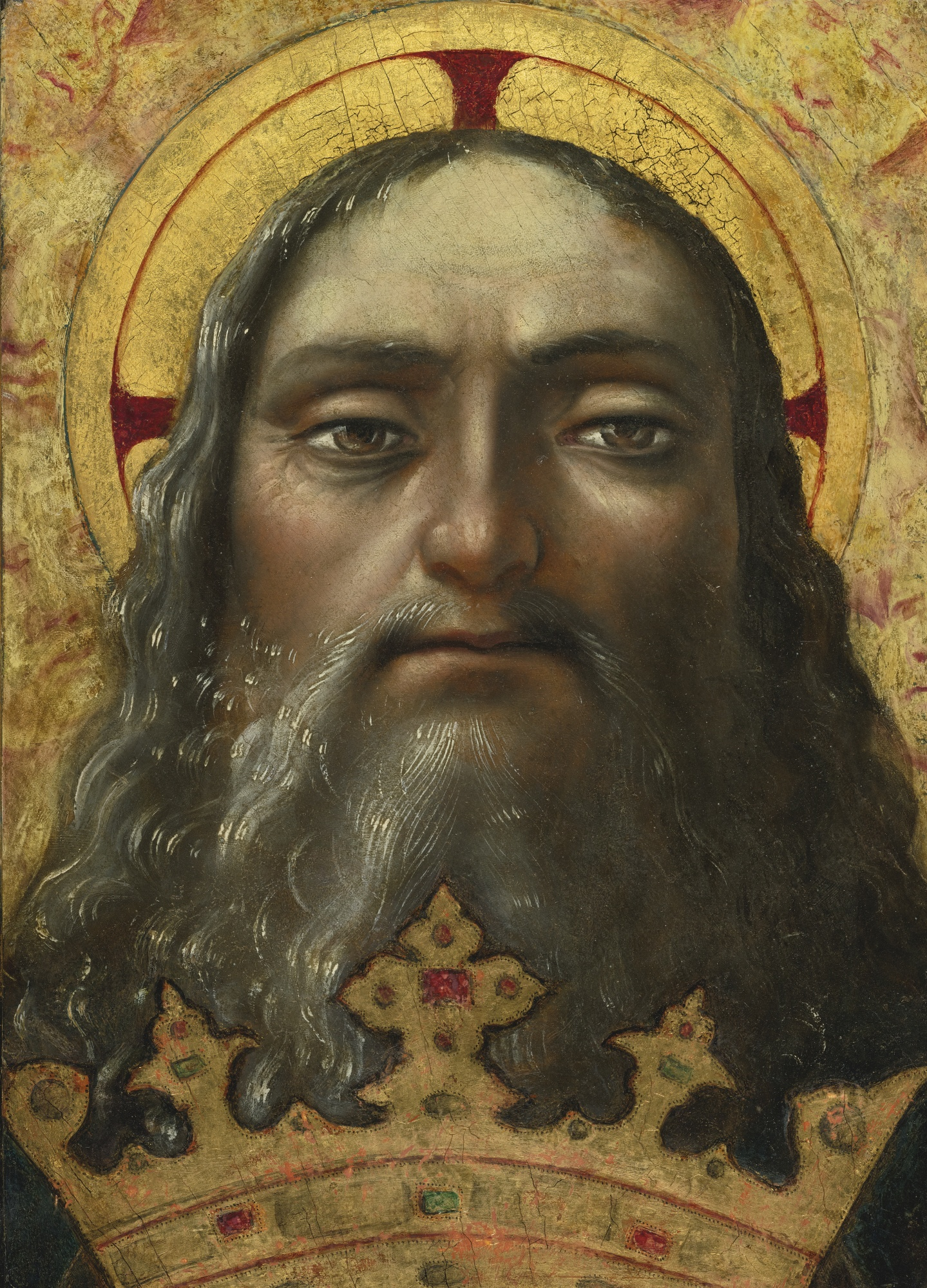
Tranh vẽ Đức Chúa Cha ở trường học Ý thế kỷ 16

### Do Thái giáo

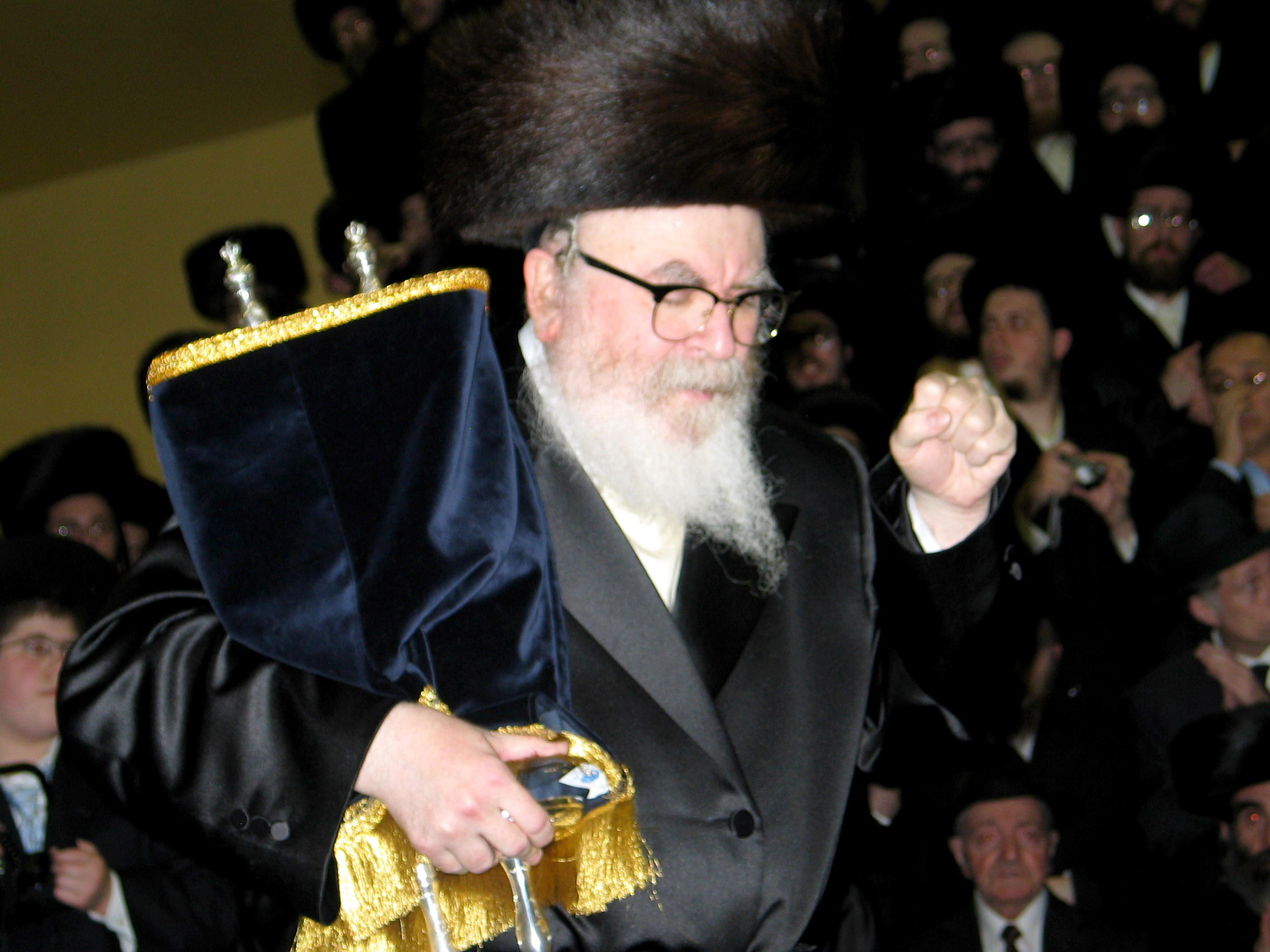
Người Do Thái ôm Kinh Thánh Torah trong lòng

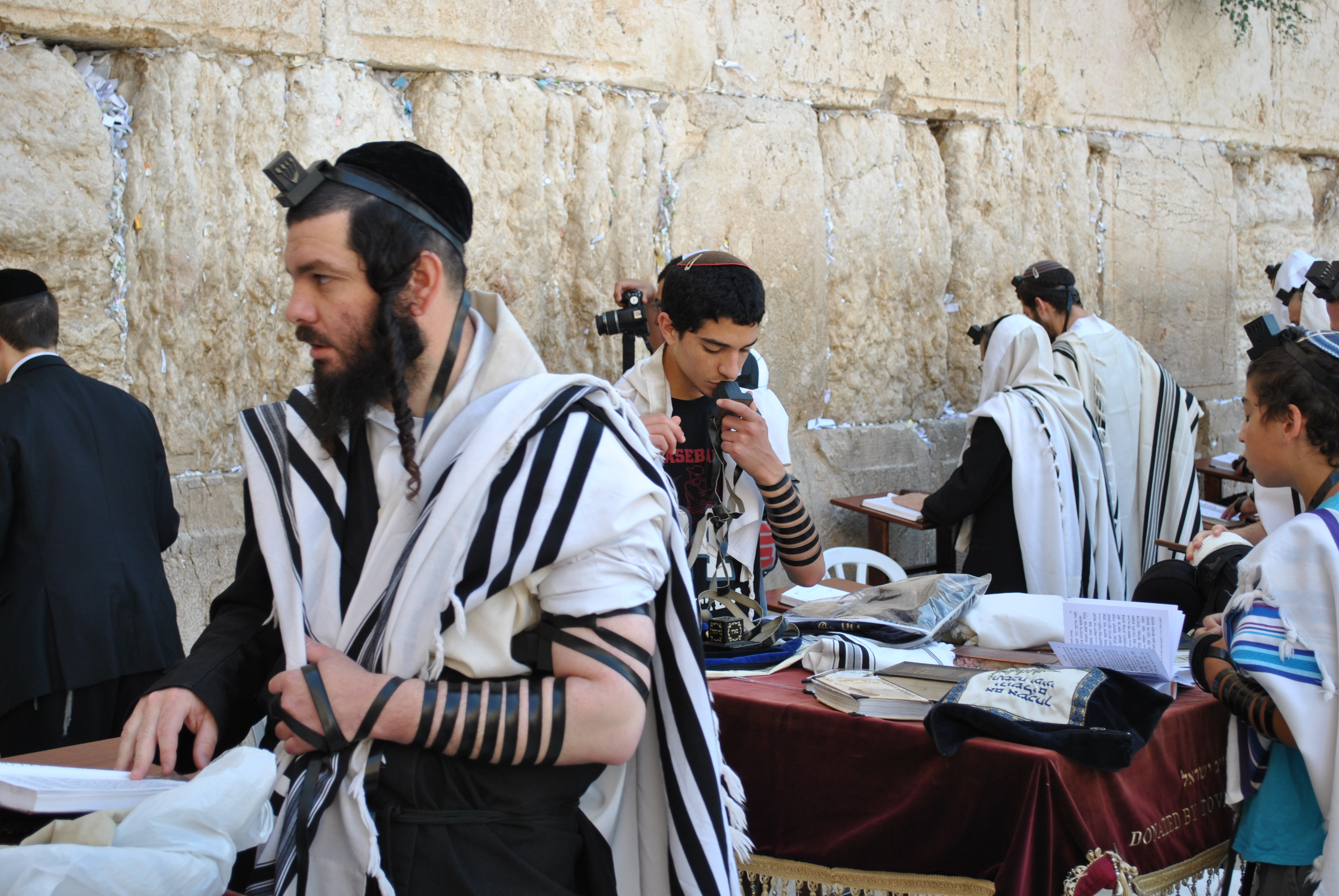
Tín đồ người Do Thái đọc kinh cầu nguyện ở bức tường phía Tây Jerusalem